# Azaleodes megaceros
Azaleodes megaceros là một loài bướm đêm thuộc họ Palaephatidae. Nó chỉ được tìm thấy ở vườn quốc gia Dorrigo và các địa phương gần cảng Coffs ở New South Wales.